# José Milton Benedito
José Milton Benedito, mais conhecido como Miltão (Volta Redonda, 1 de setembro de 1950 – Volta Redonda, 22 de dezembro de 2003) foi um futebolista brasileiro que atuava como atacante.
Foi o artilheiro da Copa Libertadores de 1979 com 6 gols.

## Carreira
Começou nas categorias de base do Mundo Novo, de Volta Redonda, onde ficou até os 18 anos. Voltou para Barra Mansa, para servir o exército e lá teve sua primeira oportunidade como atleta profissional atuando pelo Barra Mansa na Copa Vale do Paraíba de 1969, quando foi fundamental ao marcar o gol do título do returno e, consequentemente, garantindo a vaga para a decisão contra o Royal.
Ainda em Barra Mansa, assinou contrato com o Barbará, time profissional da cidade.
Foi emprestado por seis meses ao Estrela, de Piquete, onde se destacou e foi campeão da segunda divisão do estadual. Fez testes na Portuguesa e Cruzeiro, até se transferir por empréstimo de dez meses em 1974 para a Sociedade Esportiva Tiradentes, clube piauiense que jogava na primeira divisão do futebol brasileiro, onde foi campeão estadual e marcou 15 gols, sendo um na final do estadual.
Com os gols marcados no Tiradentes, teve se passe comprado pelo Sport Recife em 1975, por 100 mil cruzeiros. Em seu primeiro ano no clube, sofreu com distensões musculares, mas foi campeão pernambucano, marcando 18 gols.
No primeiro semestre de 1977, foi emprestado ao Bahia para a disputa do Campeonato Baiano, do qual foi campeão.
No Sport Recife, ficou por 4 temporadas, jogando 66 jogos e marcando 22 gols.
Em 1979, ele jogou pelo Guarani, tanto no campeonato nacional (apenas 2 aparições) quanto na Copa Libertadores, a primeira participação do clube no torneio. Durante esta Libertadores, marcou 6 gols, terminando como artilheiro ao lado do peruano Juan José Oré. Miltão ainda é o maior artilheiro do clube na competição.
Após sua passagem pelo Guarani, jogou pelo Vila Nova de Goiânia.
No início de 1982, foi emprestado ao Fortaleza, onde ganhou o Campeonato Cearense e foi o artilheiro da equipe, com 18 gols em 32 jogos.
Em 1983, ajudou a Tuna Luso a vencer o campeonato estadual depois de 13 anos. Marcou, ao longo do torneio, 17 gols, quatro a menos que o artilheiro Dadinho. Jogou uma última temporada na Série A com a Tuna Luso em 1984.

### Títulos
AA Barbará
- Torneio Otávio Pinto Guimarães: 1970
- Campeonato Fluminense: 1972

Estrela
- Campeonato Paulista da Segunda Divisão: 1973[1]

Tiradentes
- Campeonato Piauiense: 1974[1][9]

Sport Recife
- Campeonato Pernambucano: 1975[1]

Bahia
- Campeonato Baiano: 1981

Fortaleza
- Campeonato Cearense: 1982[14]

Tuna Luso
- Campeonato Paraense: 1983[15]

Individuais
- Artilheiro da Copa Libertadores: 1979 (6 gols)

## Morte
Miltão morreu em Volta Redonda (RJ) no dia 22 de dezembro de 2003, de cirrose.